# Kengir
Kengir (Кеңгір en kazajo, transl.: Keñguir) es una localidad kazaja de la provincia de Ulytau situada a pocos kilómetros de Zhezkazgan.

## Gulag
Durante la era soviética se construyó un campo de trabajos forzados cerca del río Kara-Kengir. En él había internos aproximadamente 5.200 prisioneros, los cuales iniciaron una revuelta contra las autoridades del Gulag.
Tras su cierre, se construyeron unos almacenes de automoción.